# Stjepan Mesić
Stjepan (Stipe) Mesić (Raholca, 1934. december 24.) horvát ügyvéd és politikus, 2000 és 2010 között a Horvát Köztársaság elnöke. Két ötéves elnöki ciklusa előtt, az első többpárti választások után a Jugoszlávián belüli Horvát Szövetségi Köztársaság miniszterelnöke (1990), Jugoszlávia elnökségének utolsó elnöke (1991), az el nem kötelezett országok mozgalmának főtitkára (1991), valamint a horvát parlament elnöke (1992–1994) volt.

## Élete

### Fiatalkora
Stjepan Mesić, akit a horvát köznyelvben Stipének hívnak, a szlavóniai Raholcán (Orahovica) született Josip Mesić és Magdalena Pernar gyermekeként. Miután édesanyja 1936-ban meghalt, nővére Marija nagybátyjukhoz, Tomo Pernarhoz került Franciaországba, Stjepant pedig nagymamája nevelte egészen addig, amíg apja 1938-ban újra meg nem nősült. Egy szerb nőt, Mileva Jovićot vett feleségül. Édesapja 1941-ben csatlakozott a partizánokhoz. A Mesić család a második világháború nagy részét a Papuk-hegységben és Raholcán töltötte. 1945-ben a család tízezer másik menekülttel együtt a háború végső harcai elől elmenekült, majd Nekcsén telepedett le, ahol Josip Mesić lett a kerületi tanács elnöke. A család hamarosan Eszékre költözött, ahol Stipe egy négy évfolyamos általános iskolát végzett, a két évfolyamot pedig egy nyolc évfolyamos gimnáziumban végezte.
1949-ben apját visszahelyezték Raholcára, Stipe pedig a pozsegai gimnáziumban tanult tovább. 1955-ben érettségizett, és példásan tanuló diákként felvették a Jugoszláviai Kommunisták Ligájába. Ugyanebben az évben, március 17-én meghalt édesapja. Stjepan Mesić a zágrábi egyetem jogi karán folytatta tanulmányait, ahol 1961-ben szerzett diplomát. Ugyanebben az évben feleségül vette az ukrán és szerb származású kostajnicai Milka Dudunićot, akitől két lánya született. Egyetemi tanulmányai után gyakornokként a raholcai városi bíróságon és a nekcsei ügyvédi irodán dolgozott. Kötelező katonai szolgálatát Bilećán és Nišben teljesítette, és tartalékos tiszt lett.

### Politikusként a szocialista Jugoszláviában
A bírói vizsga letétele után Mesicet városi bírónak nevezték ki, de hamarosan botrányba keveredett, amikor nyilvánosan elítélte a helyi politikusokat, mert hivatali járműveket magáncélra használnak. Az eset miatt majdnem kizárták a pártból, és 1964-ben Zágrábba költözött, hogy az Univerzal cégnél menedzserként dolgozzon. 1966-ban független jelöltként indult az önkormányzati képviselő-testületi választáson, ahol két másik jelöltet is legyőzött, az egyiket a Kommunista Párt, a másikat a Dolgozók Szocialista Szövetsége indította. 1967-ben Raholca polgármestere és a Horvát Szövetségi Köztársaság parlamenti képviselője lett.
1967-ben Mesić polgármesterként egy magángyárnak, Jugoszlávia első magángyárának a felépítését kísérelte meg a városban, ezt azonban Josip Broz Tito jugoszláv elnök személyesen ítélte el, mint a kapitalizmus csendes bevezetésére tett kísérletet, amely az akkori alkotmány szerint illegális volt.
1967-ben, amikor a horvát nemzeti érzelmű értelmiségiek egy csoportja kiadott egy nyilatkozatot a horvát irodalmi nyelv státuszáról és nevéről, Mesić nyilvánosan ítélte el azzal, hogy ez Jugoszlávia alapjai elleni támadás, és kezdeményezte szerzőinek törvényi eljárás alá vonását. Az 1970-es években azonban Mesic már támogatta a nacionalista Horvát Tavasz mozgalmat, amely a Jugoszláv Föderáción belüli horvát egyenlőséget szorgalmazta gazdasági, politikai és kulturális szinten. Ezért „ellenséges propagandacselekmények” címén bíróság elé állították. Az első tárgyalás három napig tartott, melynek során 55 tanút hallgattak ki. Ebből mindössze öten tanúskodtak ellene, de első fokon 20 év börtönbüntetésre ítélték azzal a váddal, hogy egy horvát terrorista csoport tagja volt. Fellebbezett, és a másodfokú tárgyalás ítélete alapján 1975-ben egy évre bebörtönözték. Büntetését az ógradiskai börtönben töltötte le.

### A rendszerváltás időszaka
1990-ben a második világháború utáni első horvátországi többpárti választásokon Mesićet választották a Horvát Demokratikus közösség (HDZ) elnökjelöltjének. A HDZ főtitkára, majd Horvátország miniszterelnöke lett. Ezt a posztot 1990 májusától augusztusáig töltötte be, amikor lemondott, hogy a Jugoszláv Szocialista Szövetségi Köztársaság alelnöke legyen.
A hat jugoszláviai köztársaság elnökei évente váltották egymást. Amikor 1991. május 15-én Mesićre került a sor, hogy elnök legyen, Borisav Jovic hivatalban lévő szerb képviselő minden alkotmányos szabály ellenére választások megtartását követelte. A szerbiai és tartományi tagok nemmel szavaztak, a montenegrói képviselő pedig tartózkodott, így Mesić egy szavazattal maradt el a többségtől. A szlovéniai tíznapos háború után a nemzetközi közösség nyomására Mesićet 1991. július 1-jén mégis ki nevezték az államszövetség elnökévé.
Jović helyébe lépve Jugoszláv elnökként Mesic az el nem kötelezett mozgalom főtitkári posztját is betöltötte. 1991 októberében, Dubrovnik ostromának csúcspontján Mesić és Franjo Gregurić horvát miniszterelnök negyven halász- és túrahajóból álló segélykonvojt vezetett Dubrovnikba. Annak ellenére, hogy a JSZK államfője volt, Mesic nem vett részt a kollektív elnökség számos ülésén, mivel azt négy Szerbiához lojális tag uralta. A Jugoszláv Néphadsereg főparancsnokaként sem tudta visszaszerezni az irányítást, mivel a laktanyába való visszatérésükre vonatkozó parancsát figyelmen kívül hagyták, és önállóan jártak el. 1991. december 5-én Mesić irrelevánsnak nyilvánította posztját, és visszatérve Horvátországba lemondott az elnöki posztról. A horvát parlamentnek adott nyilatkozatában azt mondta: „Azt hiszem, teljesítettem kötelességemet, Jugoszlávia már nem létezik.”
Az 1992-es horvát parlamenti választások után Mesić lett a horvát parlament elnöke. 1992. szeptember 7-től 1994. május 24-ig volt a házelnök. 1994-ben Mesić kilépett a HDZ-ből, és új pártot alapított, Horvát Független Demokraták (Hrvatski Nezavisni Demokrati, HND) néven. Mesić körülbelül 18 hónappal a boszniai horvát-bosnyák háború kitörése után hagyta el a HDZ-t. Kijelentette, hogy ezt a döntést az indokolta, hogy nem értett egyet Horvátország akkori bosznia-hercegovinai politikájával. Konkrétan Franjo Tuđman állítólagos karađorđevoi megegyezésével Slobodan Milošević-csel Bosznia-Hercegovina feldarabolására Horvátország és Szerbia között. Távozása időben megegyezik az ő (és Josip Manolić) és Gojko Šušak HDZ-n belüli frakciója között keletkezett konfliktus idejével. Mesić bírálta a háború alatt megbukott privatizációs politikát és a háborús nyerészkedés megoldatlan eseteit. 1997-ben a HND tagság egy részével beolvadt a liberális Horvát Néppártba (HNS), ahol Mesić ügyvezető alelnök lett.

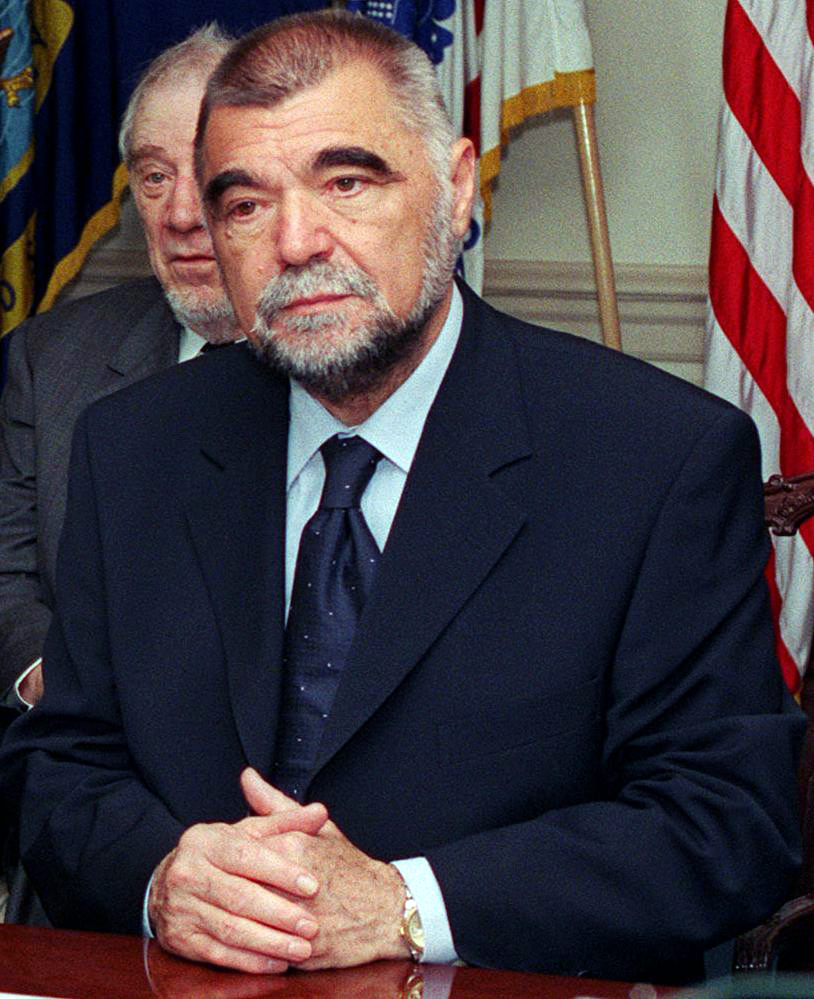
A Fehér Házban 2000 augusztus 8-án

### Horvátország elnökeként
Mesicet a 2000-es elnökválasztáson a Horvát Köztársaság elnökévé választották, miután megnyerte az első fordulót, a második fordulóban pedig legyőzte Dražen Budišát, a Horvát Szociálliberális Párt (HSLS) jelöltjét. Mesić a HNS, a HSS, az LS és az IDS közös jelöltjeként indult. Az első fordulóban a szavazatok 41%-át, a másodikban 56%-át kapta. Miután elnök lett, lemondott a HNS tagságáról. Erősen bírálta Franjo Tuđman volt elnök „nacionalista és tekintélyelvű” politikáját, a szabad média hiányát és a rossz közgazdasági módszereket, míg Mesić a horvát gazdaság liberálisabb megközelítését részesítette előnyben a külföldi befektetések vonatkozásában. 2000 szeptemberében Mesić hét aktív horvát tábornokot küldött nyugdíjba, akik korábban két nyílt levelet írtak azzal érvelve, hogy a jelenlegi kormány adminisztrációja „a honvédő háború kriminalizálásáért kampányol, és hogy a kormány vádolja és elhanyagolja a horvát hadsereget”. Mesic úgy vélte, hogy aktív tisztek nem írhatnak nyilvános politikai leveleket a főparancsnokuk jóváhagyása nélkül. Az ellenzéki pártok ezt veszélyes döntésként ítélték el, amely sértheti a horvát nemzetbiztonságot. Mesić később hasonló okokból további négy tábornokot nyugdíjazott.
Mesić elnökként elsősorban a külpolitikában tevékenykedett. Támogatta Horvátország azon törekvését, hogy az Európai Unió és a NATO tagja legyen, egyúttal kölcsönös bocsánatkérést kezdeményezett az elkövetett háborús bűnökért Szerbia és Montenegró elnökénél. A 2000. szeptemberi alkotmánymódosítások után megfosztották a legtöbb belpolitikában betöltött szerepétől, ami helyette teljes egészében a horvát kormányra és annak miniszterelnökére szállt át. Vallomást tett a volt Jugoszláviával foglalkozó nemzetközi büntetőtörvényszéken, mely vallomás a horvát hadsereget is bevonta a bosznia-hercegovinai háború tárgyalásába. A horvát közvélemény jobboldali része ezt megkérdőjelezte, mondván, hogy vallomása valótlan állításokat tartalmazott, és megkérdőjelezte indítékait (egyesek „árulónak” bélyegezték). Megjegyezte, hogy a vallomásaiban szereplő események nagy része még az elnöksége előtt, ellenzéki politikusként történt. Zoran Đinđić szerb miniszterelnök 2003. március 12-i meggyilkolásának elítélése a Szerbiához fűződő kapcsolatok jelentős felolvadását jelentette, részt vett a temetésén is Belgrádban.
Ellenezte az Egyesült Államok iraki hadjáratát Szaddám Huszein rezsimje ellen anélkül, hogy előzetesen megszerezte volna az ENSZ jóváhagyását. Közvetlenül a 2003. március 20-i iraki inváziót követően Mesić sajnálatát fejezte ki amiatt, hogy Irak megtámadásával a Bush-kormány marginalizálta az ENSZ-t, megosztottságot idézett elő az EU-ban, megtépázta a hagyományos szövetségesekkel fenntartott kapcsolatokat, megzavarta a nemzetközi jogrend alapjait és válságot szított, ami átszivárog Irak határain. Mesić úgy javította a horvát külkapcsolatokat Líbiával, hogy az Egyesült Államok és a brit diplomácia kívánsága ellenére látogatást váltott Moammer Kadhafi líbiai vezetővel. Mesić első elnöki mandátumát nem jellemezték olyan történelmi jelentőségű események, mint a Tuđman-elnökséget. Horvátország politikai irányultsága eltolódott a HDZ-től, leginkább a baloldali pártok javára. Amikor a kormány 2003 végén gazdát cserélt, problémák adódtak a baloldali elnök és a jobboldali tagokból álló kormány között, de Mesic ügyesen kezelte a helyzetet, és ezzel kapcsolatban kevés figyelemre méltó incidens történt.

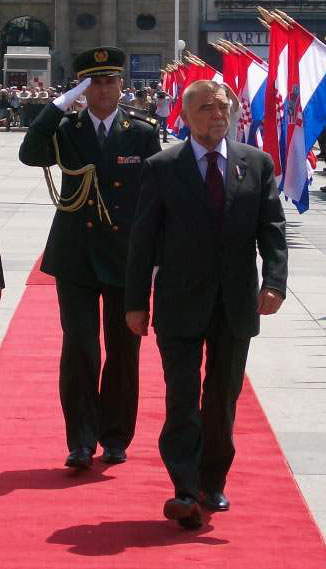
2007-ben

### Második elnöki ciklusa
A 2005-ös elnök választáson Mesić nyolc politikai párt által támogatott jelölt volt, és megszerezte a szavazatok közel felét, de néhány százalékkal elmaradt az abszolút többségtől. A választás második fordulójában Jadranka Kosorral mérkőzött meg, és nyert. Második 5 éves ciklusát 2010-ig töltötte, amikor Ivo Josipović váltotta az elnöki székben. 2006. március 1-jén Podgoricának, Montenegró fővárosának önkormányzata úgy döntött, hogy Mesićet díszpolgárrá nyilvánítja. A lépést a montenegrói szerbbarát pártok ellenezték. 2006 decemberében vita alakult ki, amikor közzétettek egy videót, amelyen Mesic az 1990-es évek elején Ausztráliában beszédet mondott. Ebebn azt a kijelentést tette, hogy a horvátok „győzelmet arattak április 10-én” (amikor megalakult a fasiszta pártállású Független Horvát Állam), „valamint 1945-ben” (amikor a kommunista antifasiszták győztek, és megalakult a Horvát Szocialista Köztársaság), valamint hogy Horvátországnak senkitől sem kellett bocsánatot kérnie a jasenovaci koncentrációs tábor miatt. Mesić egy másik, 1990-es évekbeli beszéde szintén vitákat váltott ki a témában. Ebben azt állította, hogy nem minden, a Független Horvát Államért harcoló horvát volt az usztasák támogatója, és azt állította, hogy legtöbbjük legitim harcot folytatott Horvátország függetlenségéért. 2000-es években egyértelműen népirtásnak minősítette a szerbek üldözését Független Horvát Államban. 2017-ben egy másik, 1992-es felvétel is napvilágot látott, melyben Mesić arról beszélt, hogy Jasenovac nem volt „haláltábor”, tagadta annak koncentrációs tábor jellegét, és más, az usztasákat támogatónak tartott kijelentéseket is tett. Ugyanebben az évben Mesic bocsánatot kért „meggondolatlan kijelentéséért” és a jasenovaci bűncselekmények relativizálásáért.
2008. december 21-én Mesić Milorad Dodik boszniai szerb elnök politikáját Slobodan Milošević néhai szerb elnöknek az 1990-es évek elején folytatott politikájával hasonlította össze. „Ahogyan a világ nem ismerte el Milošević politikáját, úgy ma sem ismeri el Dodik politikáját” – mondta. Kifejtve, hová vezethet egy ilyen politika, hozzátette: „Ha Dodiknak sikerül egyesítenie a Boszniai Szerb Köztársaságot Szerbiával, akkor a Hercegovinában összpontosuló, ellenségekkel körülvett összes horvát ugyanígy akar majd csatlakozni Horvátországhoz, elhagyva a bosnyákok országát. Ha bekövetkezik, az a kis ország a világ összes terroristájának menedékévé válik.” Mesicet a horvát Helsinki Bizottság azzal vádolta meg, hogy akadályozta a jugoszláv partizánok által a második világháború alatt elkövetett háborús bűnök kivizsgálását.  A bizottság azzal is vádolta Mesicet, hogy politikai céllal visszaélt a jasenovaci koncentrációs táborban tartott megemlékezésekkel. 2009-ben nyilvánosan azt javasolta, hogy távolítsák el az összes feszületet a horvát állami hivatalból, ami negatív reakciót váltott ki a horvátországi katolikus egyházból.

## Fordítás
Ez a szócikk részben vagy egészben  a   Stjepan Mesić című angol Wikipédia-szócikk ezen változatának fordításán alapul.  Az eredeti cikk szerkesztőit annak laptörténete sorolja fel. Ez a jelzés csupán a megfogalmazás eredetét és a szerzői jogokat jelzi, nem szolgál a cikkben szereplő információk forrásmegjelöléseként.